# 第一套橫式新臺幣
| 舊臺幣及各套新臺幣概况 |
| ---------------------- |
| 舊臺幣                 |
| 第一套直式新臺幣       |
| 第二套直式新臺幣       |
| 第三套直式新臺幣       |
| 第四套直式新臺幣       |
| 金門馬祖大陳專用紙幣   |
| 第一套橫式新臺幣       |
| 第二套橫式新臺幣       |
| 第三套橫式新臺幣       |
| 第四套橫式新臺幣       |
| 第五套橫式新臺幣       |
| 新臺幣硬幣             |

中央銀行復業後，緊接著發行第一套橫式新臺幣。

## 概覽
鈔票上有臺灣風景為一大特點，背面以總統府為主景。
採用滿版水印作為防偽功能。

## 一覽表

### 壹圓券
| 圖案 | 說明 |
|      | 壹圓（NT.$ 1） 墨綠色 / 深綠色調，正面右側為鮑良玉雕刻之蘇花公路清水斷崖（象鼻隧道），民國91年（2002年）7月1日起停止流通，本券版式複雜。 - 第一批（臺四版－古錢水印）於民國50年（1961年）5月1日發行、臺灣銀行印刷所印製、古代「布幣」圖樣滿版水印、正面凹版，背面平版。 - 第二批（新臺四版－中央水印）於民國62年（1973年）4月20日發行、中央印製廠青潭廠(三重廠遷台北縣新店市青潭)印製、「中央」字樣滿版水印、正面凹版，背面平版。 - 第三批（平版臺四版－梅花水印）於民國62年（1973年）6月1日發行、中央印製廠安康廠印製、「梅花」圖樣滿版水印、正背雙面皆平版。 - 第四批（臺四版－梅花水印）於民國63年（1974年）8月1日發行、中央印製廠青潭廠印製、「梅花」圖樣滿版水印、正面凹版，背面平版。 |

- 本鈔券共發行四批，每批的版式都不一樣。
- 民國62年（1973年）因市面壹圓及伍角硬幣奇缺，造成買賣甚不便，中央銀行乃指示趕印壹圓及伍角之紙幣，將原有「臺四版」壹圓券及「中印版」伍角券改以（特種平凸版印刷機印製，一次同時完成正、背兩面印刷，版銘不變）。正面凹版，背面平版壹圓券亦以多種水印紙趕印，版式複雜。

### 其他面額初期
古代「布幣」圖樣滿版水印，正背雙面皆凹版。（此系列鈔券版面重新設計，背面版面取消了臺灣銀行及面額英文字樣，設計將更為精美大方。）新臺幣發行初期型式仍為直式，至民國49年製版之鈔券始恢復為橫式。
| 圖案 | 說明 |
|      | 伍圓（NT.$ 5） 大紅色調，（正面：國父孫中山頭像及右側鵝鑾鼻燈塔 / 背面：總統府圖像），中央印製廠三重廠(台北廠更名)印製， 版別：臺四版（古錢水印），年版：民國50年（1961年），鈔券尺寸(毫米)：146 X 61。 于民國53年（1964年）2月1日發行，古代「布幣」圖樣滿版水印，於民國91年（2002年）7月1日起停止流通。                                                                 |
|      | 拾圓（NT.$ 10） 藍色調（正面：國父孫中山頭像及西螺大橋 / 背面：總統府圖像），臺灣銀行印刷所印製， 版別：臺四版（古錢水印） （页面存档备份，存于），年版：民國49年（1960年），鈔券尺寸(毫米)：155 X 64。 于民國52年（1963年）1月14日發行，民國91年（2002年）7月1日起停止流通。                                                                                            |
|      | 伍拾圓（NT.$ 50） 紫色調，（正面：國父孫中山頭像 / 背面：總統府圖像），中央印製廠萬華廠(臺灣銀行印刷所更名)印製。 版別：中二版（古錢水印），年版：民國50年（1961年），鈔券尺寸(毫米)：156 X 69。 于民國50年（1961年）12月25日發行，民國91年（2002年）7月1日起停止流通。 此券版面設計表現方式以四個花角配以中間的大花飾，並加邊框，再加主題圖案呈現，正背面均為凹版印刷。 |
|      | 壹佰圓（NT.$ 100） 黃綠色調，（正面：國父孫中山頭像 / 背面：總統府圖像），中央印製廠萬華廠印製， 版別：中三版（古錢水印） （页面存档备份，存于），年版：民國50年（1961年），鈔券尺寸(毫米)：160 X 71。 于民國51年（1962年）6月11日發行，民國91年（2002年）7月1日起停止流通。                                                                                             |

### 其他面額後期
| 圖案 | 說明 |
|      | 伍圓（NT.$ 5） 原先仍為大紅色調，于民國57年（1968年）8月1日發行，版別：新臺四版，為避免和拾圓後期混淆，改為棕色調，于民國57年（1968年）9月21日發行，版別：臺五版 （页面存档备份，存于），年版：民國50年（1961年）。 兩種顏色皆中央印製廠三重廠印製，正面凹版背面平版，「中央」字樣滿版水印，（正面：國父孫中山頭像及右側鵝鑾鼻燈塔 / 背面：總統府圖像），鈔券尺寸(毫米)：146 X 60。民國91年（2002年）7月1日起停止流通。 |
|      | 拾圓（NT.$ 10） 玫瑰紅色調（正面：國父孫中山頭像及西螺大橋/背面：總統府圖像），版別：臺五版 （页面存档备份，存于），年版：民國49年（1960年），鈔券尺寸(毫米)：152 X 62。 于民國57年（1968年）8月1日發行，中央印製廠萬華廠印製，正面凹版背面平版，「中央」字樣滿版水印，民國91年（2002年）7月1日起停止流通。 |
|      | 伍拾圓（NT.$ 50） 紫色調，添加底紋，中央印製廠萬華廠印製，正背雙面皆凹版， 第一批于民國54年（1965年）1月11日發行，古代「布幣」圖樣滿版水印，版別：中三版 （页面存档备份，存于）， 第二批于民國57年（1968年）9月26日發行，「中央」字樣滿版水印，版別：新中三版 （页面存档备份，存于）， 以上均於民國91年（2002年）7月1日起停止流通。                                                                                     |
|      | 壹佰圓（NT.$ 100） 綠色調，添加底紋，中央印製廠萬華廠印製，正背雙面皆凹版， 第一批于民國54年（1965年）9月8日發行，古代「布幣」圖樣滿版水印，版別：中四版 （页面存档备份，存于）， 第二批于民國57年（1968年）9月26日發行，「中央」字樣滿版水印，版別：新中四版 （页面存档备份，存于）， 以上均於民國91年（2002年）7月1日起停止流通。                                                                                     |

### 硬幣
中央造幣廠製造，使用蘭花圖案為特徵
| 圖案                                                         | 說明 |
| 新臺幣壹圓（NT.$ 1） （民國49年版）                          | （黃銅55%、鎳18%、鋅27%），正面為梅花圖案，背面為壹圓面值及蝴蝶蘭圖案， 于民國50年（1961年）9月15日發行，民國70年（1981年）12月8日停用。 |
| 新臺幣伍角（NT.$ 0.5） （民國56年版） （页面存档备份，存于） | （黃銅65%、鋅34%、鎳1%），正面為美齡蘭圖案，背面為伍角面值、饕餮紋4枚。 于民國56年（1967年）8月21日發行，民國70年（1981年）12月8日停用。 |
| 新臺幣壹角（NT.$ 0.1） （民國56年版） （页面存档备份，存于） | 鋁幣（鋁99%、鎂1%），正面為素心蘭圖案，背面為壹角面值、饕餮紋4枚。 于民國56年（1967年）8月21日發行，民國70年（1981年）12月8日停用。      |

## 舊版新臺幣鈔券與硬幣處理
民國89年（2000年）7月1日，臺灣銀行（部分為中央銀行訊息）新聞稿說明：新臺幣自中華民國89年（2000年）7月1日起改由中央銀行發行，有關各種舊版新臺幣券幣停止流通日期如下：
臺灣銀行－舊版新臺幣仍可持向本行國內各營業單位等值兌換（中央銀行－停止流通之舊版新臺幣仍可持向臺灣銀行各營業單位兌換等值現行流通券幣。）
- 票面載明「臺灣銀行」之各類舊版新臺幣鈔券，除新臺幣發行五十週年紀念性伍拾圓塑膠鈔券外，已於民國91年（2002年）7月1日起停止流通。
- 民國68年（1979年）以前發行之伍圓硬幣、壹圓硬幣（除慶祝總統  蔣公八秩華誕及響應聯合國糧農組織糧食增產運動紀念幣外)、民國38年（1949年）版伍角硬輔幣（銀幣）、民國43年（1954年）版伍角硬輔幣（合金幣）、民國62年（1973年）以前各年版伍角硬輔幣（黃銅幣）、民國39年（1950年）版貳角硬輔幣、民國38年（1949年）版壹角硬輔幣、民國44年（1955年）版壹角硬輔幣及民國63年（1974年）以前各年版壹角硬輔幣已於民國71年（1982年）12月8日起停止流通。